# جریریه
جریریه یا سلیمانیه، یکی از سه انشعاب اصلی فرقه زیدیه است که توسط سلیمان بن جریر رقی شکل گرفته است.

## موسس فرقه
سلیمان بن جریر از جمله افرادی بود که در روزگار منصور عباسی برخاست و متهم به قتل ادریس بن عبدالله (موسس دولت ادارسه) در مغرب بود. وی در مساله تقیه و بداء شیعیان را مورد انتقاد قرار می داد و منکر علم امامت بود.

## باورها
این گروه، علی بن ابی طالب را برترین افراد پس از پیامبر دانسته و امامت وی را به اشاره پیامبر اسلام می پذیرند هرچند منکر نص در خصوص امامت وی هستند. این فرقه عثمان را کافر می دانند و از وی برائت می کنند. این گروه هر کسی را که با علی بن ابی طالب جنگیده باشد را کافر می دانند. امامت در دیدگاه این فرقه زیدیه، با بیعت دو نفر و رای شورا شکل می گیرد و امام باید فاطمی نسب باشد. بنابر اعتقادات انان، فرد مفضول نیز می تواند امام باشد. این فرقه، هرکس را که با علی جنگیده باشد را کافر می دانند؛ از جمله عایشه، طلحه و زبیر.